# Oboro
L'Oboro (朧? lett. "Nebbia soffusa di luce lunare") è stato un cacciatorpediniere della Marina imperiale giapponese, diciottesima unità appartenente alla classe Fubuki. Fu varato nel novembre 1930 dal cantiere di Sasebo.
Dapprima assegnato alla scorta della 5ª Divisione portaerei, fu presente alla rapida conquista di Guam e dal dicembre all'aprile 1942 fu occupato in un intenso servizio di scorta e pattugliamento nelle acque di Kwajalein. Richiamato in Giappone, ricoprì gli stessi compiti facendo base a Yokosuka, dove fu anche revisionato. Dalla fine dell'estate 1942 iniziò a trasportare nuclei di fanteria alle posizioni occupate nelle isole Aleutine e il 17 ottobre, durante una di queste missioni, fu bombardato da alcuni Martin B-26 Marauder: colpito nella scorta di granate, saltò in aria con la morte di quasi tutto l'equipaggio.

## Servizio operativo

### Costruzione
Il cacciatorpediniere Oboro fu ordinato nell'anno fiscale edito dal governo giapponese nel 1927. La sua chiglia fu impostata nel cantiere navale di Sasebo il 29 novembre 1929 e il varo avvenne l'8 novembre 1930; fu completato il 31 ottobre 1931. La nave fu assegnata direttamente alla 5ª Divisione portaerei, che nell'aprile 1941 fu posta alle dipendenze della neocostituita 1ª Flotta aerea.
Il 26 settembre 1935 si trovava in alto mare tra Hokkaidō e le isole Curili con il resto della 4ª Flotta, per le annuali esercitazioni combinate, quando un violento tifone sorprese la squadra: le ondate posero a serio rischio la tenuta delle navi e provocarono fratture nelle piastre dello scafo dell'Oboro. Rimasto comunque a galla, fu sottoposto ad accurate riparazioni.

### 1941-1942 e l'affondamento

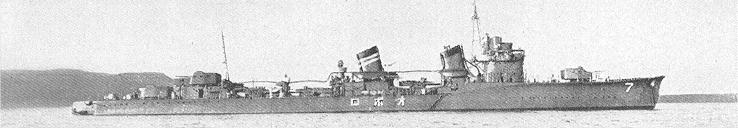
LOboro in Giappone alla fine del 1941

Tra 1940 e 1941 l'Oboro passò al comando del capitano di corvetta Osamu Takasuka. Da Yokosuka dove si trovava, l'Oboro si spostò il 26 novembre 1941 all'isola di Hahajima nelle Ogasawara, nel quadro dei movimenti navali giapponesi appena precedenti l'inizio delle ostilità nel Pacifico. Il 4 dicembre salpò e si unì l'8 alle forze della 4ª Flotta distaccate per occupare l'isola di Guam. Tra il 15 e il 19 dicembre scortò il posamine Tsugaru da Saipan sino a Kwajalein nelle isole Marshall e qui rimase di base nei mesi successivi, conducendo pattugliamenti anti-sommergibile e difendendo le unità in entrata o uscita dalla rada atollina. Il 6 aprile 1942 ebbe ordine di rientrare a Yokosuka, giunse a destinazione il 12 e fu assegnato direttamente alla difesa dell'arsenale; appena giunto, inoltre, ebbe un nuovo comandante nel capitano di corvetta Hirō Yamana. L'Oboro intraprese anche qui servizio di scorta e regolari pattuglie. Il 15 giugno, dopo aver incontrato la portaerei Zuikaku a Kure, l'accompagnò sino alla base militare di Ominato (23 giugno), poi tornò indietro e dal 1º al 13 luglio rimase in bacino di carenaggio a Yokosuka. Rimesso in acqua, partì il 18 luglio di scorta a una petroliera in rotta per la base militare di Mako nelle isole Pescadores; l'unità vi giunse indenne e poi l'Oboro la riaccompagnò a Yokosuka, raggiunta il 3 agosto. Il 19 settembre il cacciatorpediniere caricò truppe ed effettuò una lunga crociera sino alle isole Aleutine, dove gli uomini scesero a terra, e il 2 ottobre si fermò a Yokosuka. L'11 ripartì incaricato della medesima missione e affiancato dal cacciatorpediniere Hatsuharu: le due navi fecero tappa all'isola di Shimushu prima di fare rotta per Kiska. Si trovavano 30 miglia a nord-est dell'isola quando, il 17 ottobre, furono individuati e attaccati da un gruppo di bimotori Martin B-26 Marauder, appartenenti alle forze aeree dell'Esercito statunitense (52°17′N 178°08′E): l'Oboro fu centrato da un ordigno nei depositi di munizioni e rimase annientato da una grande esplosione, che uccise quasi l'intero equipaggio. I diciassette superstiti, tra i quali il comandante Yamana, furono recuperati dall'Hatsuharu danneggiato e tornarono in Giappone.
L'Oboro fu depennato dai ruoli della Marina imperiale giapponese il 15 novembre 1942.